# وشم نوک‌خمیده
وشم نوک‌خمیده (نام علمی: Nothoprocta curvirostris) نام یک گونه از زیرخانواده وشم‌های بیابانی است.